# Гайворонское
Гайворонское (укр. Гайворонське), село,
Высокопольский сельский совет,
Валковский район,
Харьковская область.
Код КОАТУУ — 6321281503.
Присоединено к селу Высокополье в 1997 году .

## Географическое положение
Село Гайворонское находится в большом лесном массиве урочище Хмелевое (дуб).
На расстоянии в 1 км расположены сёла Высокополье и Водяное (Краснокутский район).
Рядом проходит железная дорога, станция Водяная (1,5 км).

## История
- 1997 — присоединено к селу Высокополье [1].